# Jądro klinowate

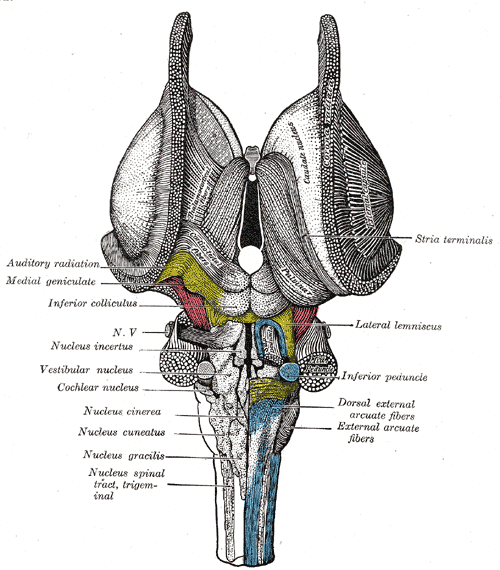
Pień mózgu. Jądro klinowate podpisane Nucleus cuneatus.

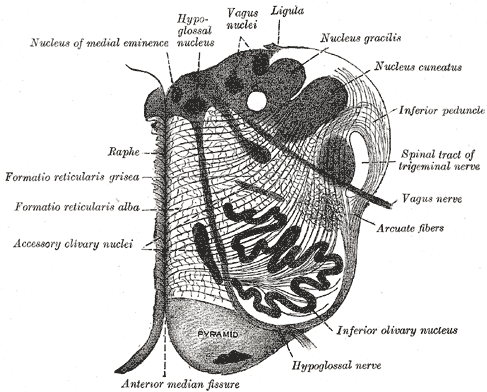
Przekrój poprzeczny rdzenia przedłużonego z widocznym jądrem klinowatym.

Jądro klinowate (łac. nucleus cuneatus), jądro Burdacha, jądro pęczka klinowatego – w anatomii człowieka jedno z jąder sznurów tylnych rdzenia przedłużonego, biorących udział w przewodzeniu czucia głębokiego. Nazwa jądra wywodzi się od jego trójkątnego kształtu. Leży bocznie i nieco wyżej w stosunku do jądra smukłego oraz przyśrodkowo do jądra rdzeniowego nerwu trójdzielnego. 
Do jądra klinowatego, poprzez pęczek klinowaty, dochodzą nieskrzyżowane neurony wiodące informacje z receptorów czucia głębokiego. Od jądra klinowatego odchodzą aksony, które krzyżując się w skrzyżowaniu wstęg biegną jako wstęga przyśrodkowa i dochodzą do jądra tylno-bocznego wzgórza. Jądro otrzymuje impulsację z górnej połowy ciała (z górnych segmentów piersiowych i szyjnych) z wyjątkiem twarzy, która jest unerwiana również proprioreceptywnie przez nerw trójdzielny. Impulsacja z dolnej części ciała jest przewodzona pęczkiem smukłym do jądra smukłego.